# Andrena gafsensis
Andrena gafsensis (лат.) — вид пчёл рода Andrena из семейства Andrenidae. Африка: Тунис. Назван по месту обнаружения типовой серии в 40 км северо-западнее города Гафса на юге Туниса.

## Описание
Длина около 1 см. Andrena с сильно уплощенным наличником, который интенсивно блестит как у самки, так и у самца, где он окрашен в желтый цвет, причем эта окраска распространяется на нижние параокулярные области. Такая желтая окраска обычно встречается у самцов из подродов Holandrena Pérez, 1980, Ulandrena Warncke, 1968 и Nobandrena Warncke, 1968. Образцы Andrena gafsensis можно отличить от первых двух подродов из-за скульптуры эпистернума и проподеума (простые, не сотово-ареольные), а от вторых — по форме задней голенной шпоры самки (прямая, не расширенная медиально) и гениталий самца (клапан пениса не раздутый). Andrena gafsensis лучше всего узнается по отличительной структуре наличника, отделяется от A. ounifa по короткому проподеуму и окраске тергитов, которые почти полностью красные, за исключением базальных частей T1 и двух боковых черных пятен на T2. Самца можно узнать по строению и окраске наличника, но также можно отделить по короткому проподеуму, как у самки, и по строению гениталий, которые наиболее похожи на A. iliaca, но гонококситы образуют боковые края-точки, а гоностили не имеют выемки на внешнем крае.